# Picles

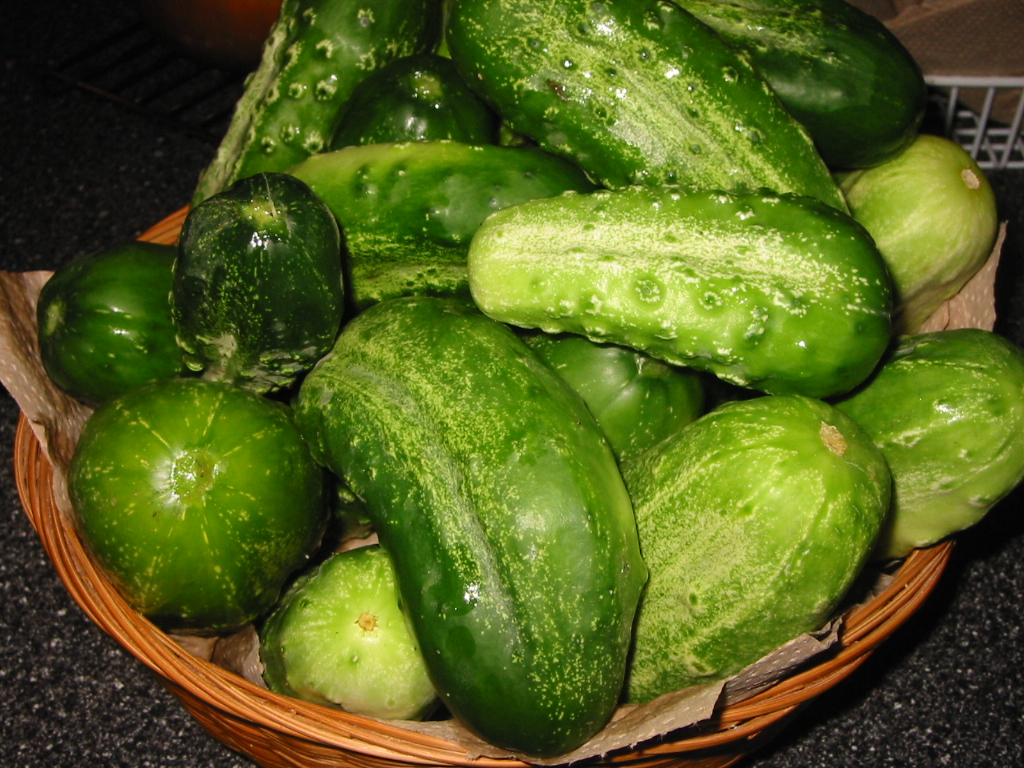
São comumente usados pepinos no preparo de conservas ou picles.

Picles (do holandês pekel, pelo inglês pickles) são conservas de vegetais em vinagre. Este tratamento produz a fermentação láctica do alimento. É uma fermentação natural, por ação das bactérias do gênero Leuconostoc e Lactobacillus vivus do próprio vegetal. O produto final pode ser ácido acético, ácido láctico, álcool e dióxido de carbono.
A fermentação lática é um importante método de preservação de alimentos, conhecido há centenas de anos, entretanto com a modificação dos hábitos alimentares, os alimentos fermentados passaram a ter função de condimentos. Os mais importantes são: picles, chucrutes e azeitonas. As bactérias utilizadas industrialmente para fermentação lática são as anaeróbias e microaerofilia, para a produção de ácido acético, lático, glucônico, propiônico e outros, ou para a produção de alimentos como queijos, picles, chucrutes, vinagres, leites fermentados e outros. A produção de ácido lático é feita através das bactérias homoláticas dos gêneros Lactobacillus e Streptococcus. A espécie escolhida depende do carboidrato disponível e da temperatura a ser empregada.

## Ingredientes
Os produtos mais utilizados são: pepino, ovos, cebola, cebolinha, azeitonas, couve-flor, cenouras, tomates, chucrute. Pela ação das bactérias láticas, transforma-se uma parte dos carboidratos do vegetal em ácido lático, originando os verdadeiros picles. A fermentação ocorre em salmoura a 10% por 4 a 6 semanas, aumentando-se gradativamente a concentração da salmoura para 15 a 17,5%.
A fermentação lática inicia com lentidão e atinge o auge após 3 a 4 dias. Deve ser mantida a uma temperatura de 18 a 20°C, podendo também ser realizada entre 20 a 25°C, com bons resultados. Com a fermentação, deseja-se a transformação de substâncias fermentáveis em acido lático, atingindo uma acidez total de 0,6 a 0,8%, podendo chegar a até 1,2%.
Após a fermentação, é feita a lavagem para um posterior tratamento específico, como:
- Nos picles azedos: vinagre com quatro a 5% de acidez;
- Nos picles doces: vinagre doce;
- Nos picles fermentados com aromatizantes: salmoura diluída com endro ou outra planta aromatizante.

Os picles podem ou não ser submetidos ao processo de fermentação natural. Quando não há fermentação, o processo de conservação dos frutos e hortaliças é garantido da mesma forma, visto que, seja qual for o tipo de picles, necessariamente deverão conter sal e vinagre (ácido acético). Portanto, a conservação do picles é devida ao pH ácido e à elevada pressão osmótica do meio, que são desfavoráveis ao crescimento de microrganismos.

## Outras Plantas
- Pepino
- Azeitonas
- Cebola
- Ovos (na culinária brasileira, são comuns as conservas de ovos de codorna, usadas em petiscos)
- Pimentas
- Couve-flor
- Cebolinha
- Berinjela
- Brócolis
- Repolho
- Acelga ou couve-chinesa
- Gengibre
- Cenoura
- Beterraba
- Sardinhas
- Anchovas
- Salmão
- Alcaparras
- Picles fritos
- Salmão

## Pratos tradicionais ao redor do mundo
- Kimchi (prato que é base da culinária coreana feito com acelgas ou couve-chinesa e rabanete, mas também pode ser feito com cebolinha, alho-poró, e uma série de outros vegetais que servem como acompanhamento. Jangajji is é outro banchan que consiste em vegetais em conserva)
- Tsukemono (prato da culinária japonesa que inclui a conserva de nabos, ameixas — ume —, raízes de bardanas, gari e beni shôga (gengibre), nabos, pepinos e acelgas)
- Chucrute (prato que faz parte da culinária alemã, com repolhos em conserva, principalmente o branco. Sauerkraut, assim como repolhos em conserva, com cenoura e outros vegetais, são comumente consumidas como um prato tradicional e onipresente no Centro e Leste da Europa, bem como nos países com maior população de diáspora alemã. Em Israel é consumido como um prato kosher, e é considerado pareve, não contendo carne ou laticínios, podendo ser consumido por todos)
- Giardineira, ou jardineira (prato da culinária italiana que inclui cebolas, cenouras, salsão, couve-flor, e também berinjelas e pimentas, principalmente ao sul da Itália e Sicília)
- Encurtidos (prato da culinária espanhola que inclui azeitonas, pepinos, cebolas e pimentas-verdes "guindillas" ou "piparras"). "Banderillas" são pequenos pedaços de pepinos e pimentas-verdes em conserva junto de azeitonas e anchovas, montados em palitos de dentes em petiscos, conhecidos popularmente como tapas
- Na culinária chinesa são consumidas uma variedade de vegetais em conserva, que incluem rabanetes, baicai (acelga, notavelmente suan cai, pao cai, e as conservas de Tianjin), zha cai, pimentas chili, como as das espécies Capsicum anuum (caiena, jalapenho, serrano, pimenta tailandesa, as da Calábria (Naso di Cane, Pizzitano; Spagnoletta; Guarda em Cielo; Mazzetto); Capsicum chinense (habanero, a Ceifeira Carolina, bhut jolokia) e as das espécies Capsicum frutescens (tabasco e malagueta).

Capsicum frutese(a : o tabasco e a malagueta.
- No Irã, Turquia, nos Bálcãs e no sul do Cáucaso, picles (chamados de torshi em persa, turşu em turco e mekhallel em árabe) são comumente feitos com nabos, pimentas, cenouras, azeitonas-verdes, pepinos, berinjelas, repolhos, tomates-verdes, limões e couve-flor.